# Distretto di Shuangliu
Il distretto di Shuangliu (双流区S, Shuāngliú QūP) è un distretto della Cina, situato nella provincia di Sichuan e amministrato dalla città sub-provinciale di Chengdu.